# Venne (Winschoten)

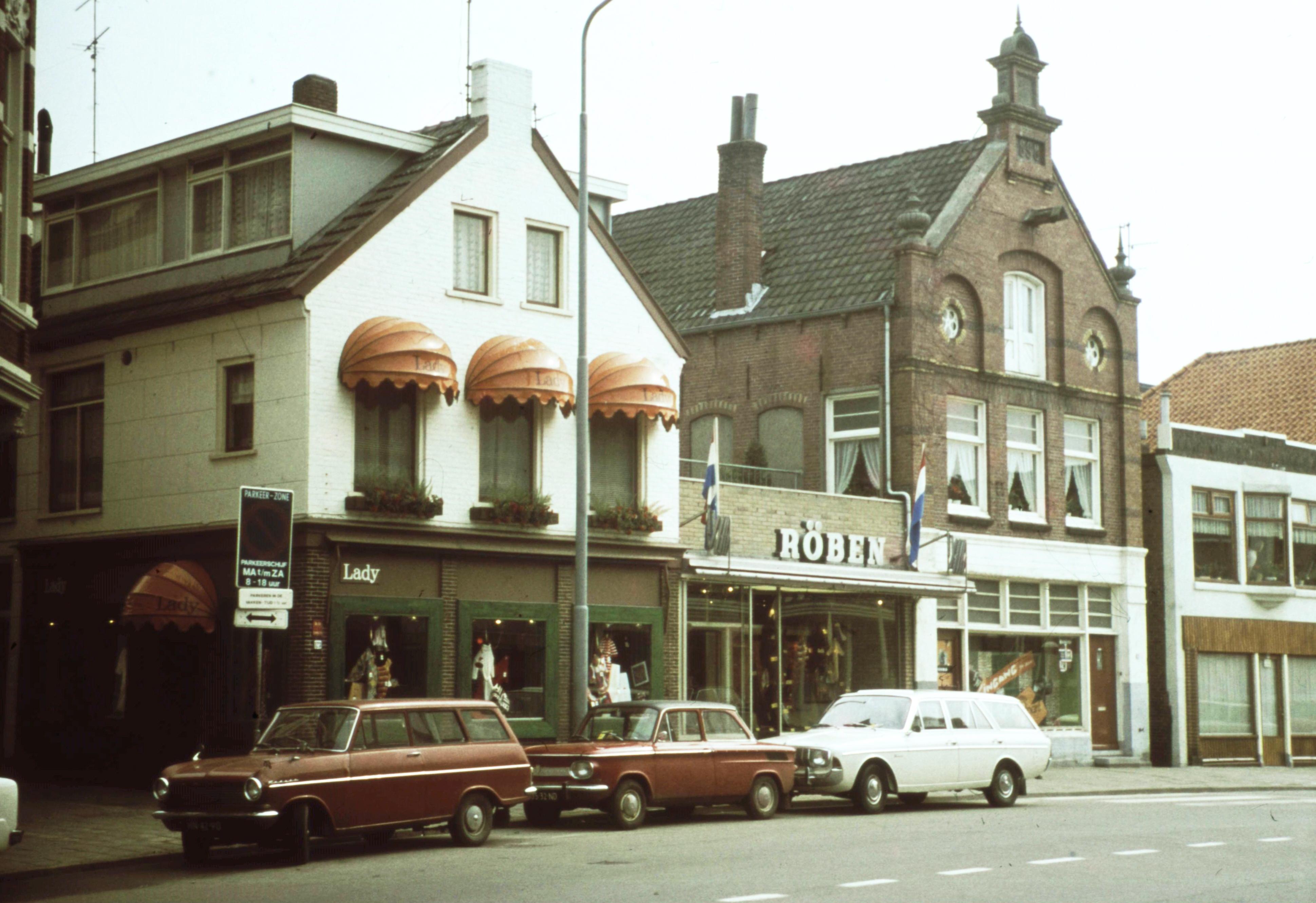
Modezaak aan De Venne in de jaren '60

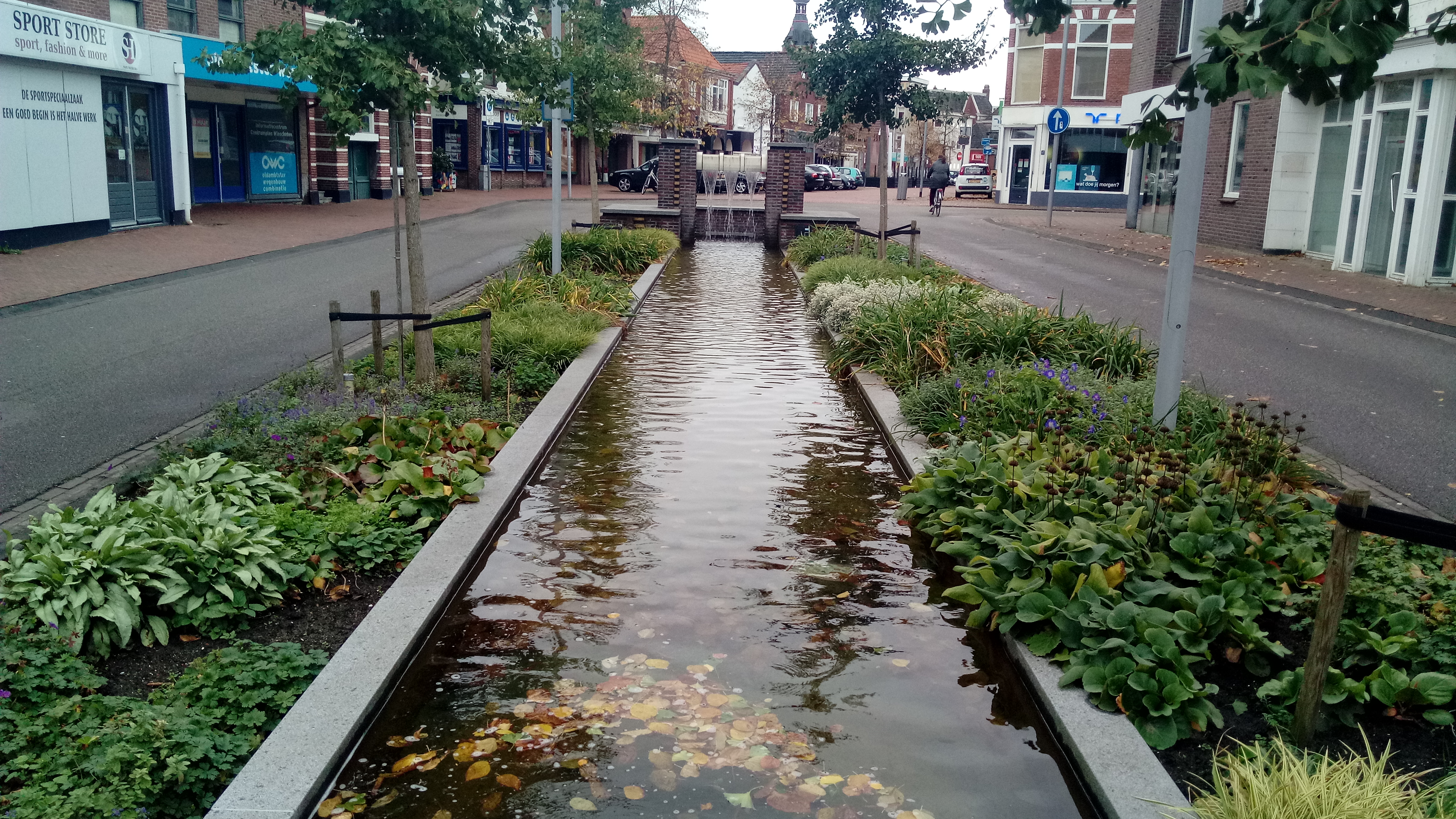
Waterwerken in de Venne

De Venne is een straat in de binnenstad van de Groningse stad Winschoten. De straat is 700 meter lang en vormt van oudsher een belangrijke ontsluitingsweg in het centrum.

## Geschiedenis
De Venne is van oorsprong een haven, het vormde de binnenhaven van Winschoten, die bestond uit de buiten-venne en de binnen-venne gelegen tussen het Winschoterdiep en het riviertje de Rensel. In 1880 werd het omsnijdingskanaal aangelegd en kon de Venne gedempt worden. 
In de jaren '60 werd de Venne naar het zuiden verbonden met de Emmastraat dankzij de zogenaamde doorbraak. In dit deel werd de Venneflat gebouwd en verrezen grote winkelpanden in samenhang met de ontwikkeling van het Israëlplein. Dit hield verband met de groeiende regiofunctie van de stad Winschoten.
In de moderne tijd werd het een levendige winkel en handel- en nijverheidsstraat. Deze functie hield stand tot in de jaren 2000. Sindsdien is het op het zuidelijke deel na geen onderdeel meer van het kernwinkelgebied van Winschoten.
In 2015 werd de straat opnieuw ingericht, en in 2016 werd het water weer teruggebracht in de straat.